# Distretto di Chingola
Il distretto di Chingola è un distretto dello Zambia, parte della Provincia di Copperbelt.
Il distretto comprende 27 ward:
- Buntungwa
- Bupalo
- Chabanyama
- Chikola
- Chingola
- Chitimukulu
- Chiwempala
- Gibson Chimfwembe
- Ipafu
- Kabundi
- Kabungo
- Kalilo
- Kapisha
- Kasala
- Kasompe
- Kwacha
- Luano
- Lulamba
- Maiteneke
- Mimbula
- Muchinshi
- Musenga
- Mutenda
- Nchanga
- Nsansa
- Sekela
- Twatasha